# 斎藤亮 (内務官僚)

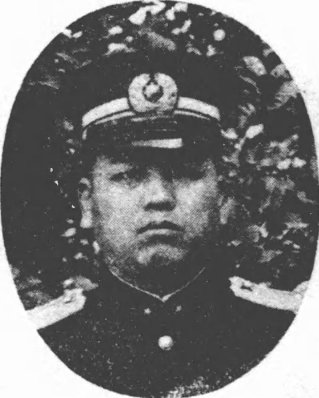
斎藤亮

斎藤 亮（さいとう あきら、1898年（明治31年）11月30日 - 1952年（昭和27年）3月5日）は、日本の内務・警察官僚。官選県知事。「斉藤」と表記される場合がある。

## 経歴
東京府出身。斎藤格の子として生まれる。第二高等学校を卒業。1922年11月、高等試験行政科試験に合格。1923年、東京帝国大学法学部法律学科（独法）を卒業。内務省に入省し徳島県属となる。同年、文官分限令により休職となる。一年志願兵として歩兵第65連隊に入隊し、軍曹まで昇進して1924年12月に除隊。
1927年、大阪地方職業紹介事務局長に就任。奈良県書記官・警察部長、石川県書記官・警察部長、北海道庁部長・警察部長、大阪府書記官・警察部長などを経て、1941年10月、警視庁警務部長兼保安衛生部長となる。
1942年7月、山形県知事に就任。1945年4月、千葉県知事に転任。戦災への対応に尽力。同年10月、兵庫県知事に転任。1946年1月に公職追放となり退官した。
妻・松子は原脩次郎の長女。